# Puhja (gemeente)
Puhja (Estisch: Puhja vald) was een gemeente in het westen van de Estlandse provincie Tartumaa. De gemeente telde 2194 inwoners op 1 januari 2017 en had een oppervlakte van 167,3 km².
De gemeente is in oktober 2017 bij de gemeente Elva gevoegd.
De landgemeente telde zeventien nederzettingen, waarvan er twee, Puhja en Ulila, de status van alevik (vlek) hebben.
Een groot deel van het grondgebied van de gemeente bestond uit hoogveen. Sinds 1923 wordt er in het veengebied Laugesoo bij Ulila turf gewonnen en verwerkt.
De middeleeuwse kerk van Puhja (Puhja Dionysiuse kirik) is gewijd aan Sint-Dionysius en werd in 1397 voor het eerst genoemd. Ze kreeg aan het eind van de 15de eeuw haar huidige gedaante. Het is de enige kerk in Zuid-Estland waar een laatgotisch stergewelf bewaard is gebleven.

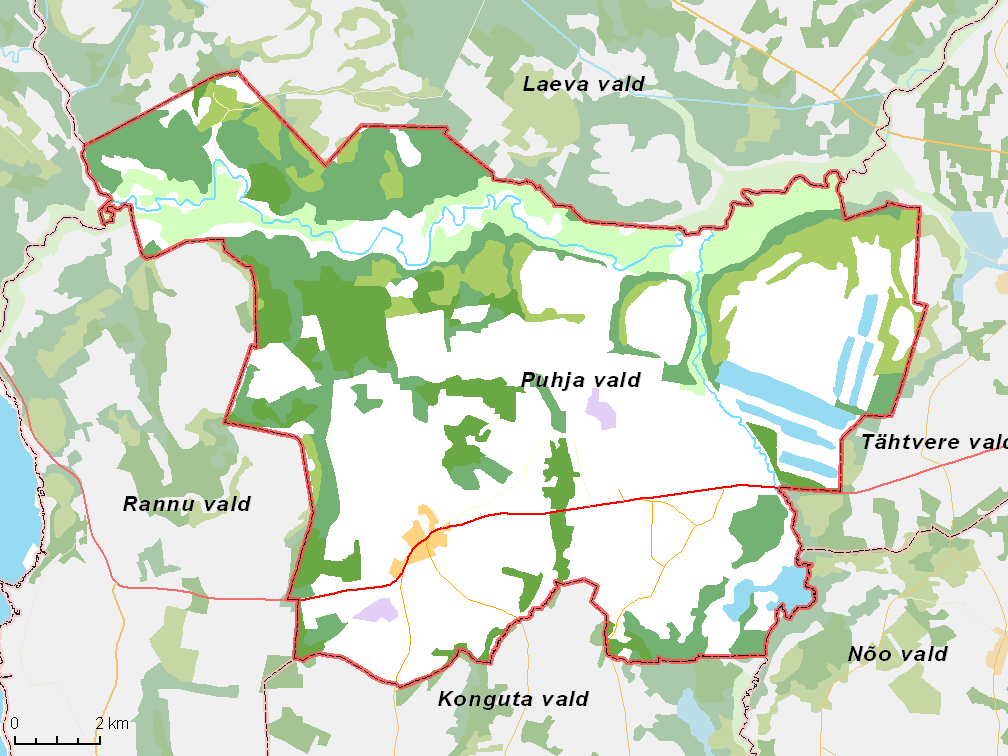
De gemeente met omliggende gemeenten, situatie begin 2017